# Anton Grooth
Anton Antoniison Grooth, född i Stockholm, död februari 1645 i Stockholm, var en svensk guldsmed och myntmästare.

## Biografi
Anton Grooth föddes i Stockholm. Han var son till guldsmeden och myntmästaren Antonius Grooth i Stockholm och Anna Coyet. Grooth arbetade som borgare och guldsmed i Stockholm. Han blev 1 februari 1641 kunglig myntmästare. Grooth avled 1645 i Stockholm.

### Familj
Grooth var gift med Anna Skytte, dotter till rådmannen och handelsmannen Henning Nilsson Skytte och Engela Danckwardt i Nyköping. De fick tillsammans sonen kammarrådet Anton von Grooth (1645–1705). Efter Grooths död gifte Skytte som sig med residenten Johan Kock.